# Morgan Yasbincek
Morgan Yasbincek (Austràlia, 1964) és escriptora. El seu primer llibre de poemes és Night Reversing. El 1998 viatja al Regne Unit i realitza una estada a la Universitat d'East Anglia on participa en el projecte Creative Connections, organitzat i finançat per l'State Literature Officer of Western Australia, ArtsWA, el British Council i British Airways. Imparteix tallers d'escriptura a la Universitat Murdoch i dona seminaris tant a Austràlia com al Regne Unit. Està treballant el segon llibre de poemes i està cursant el doctorat a la Universitat Murdoch. Les publicacions de Morgan Yasbincek inclouen Night Reversing (poesia), (Fremantle Arts Centre Press, 1996) i Liv (novel·la), (Fremantle Arts Centre Press, 2000).